# 5-ös trolibusz (Debrecen)
A debreceni 5-ös jelzésű trolibusz (korábban: 2-es trolibusz) Debrecenben a Segner tér – Nagyállomás – Dobozi lakótelep – Kassai út – Köztemető főkapu útvonalon közlekedik. 1985. július 2-án indultak meg a trolibuszok a vonalon. 1986. szeptember 1-jén meghosszabbították a vonalat a Köztemető főkapuig. 2009. január 1-jétől a Dobozi lakótelepen keresztül járnak a járatok.
Debrecennek nincs 1-es trolibuszvonala. Az első vonal azért kapta a kettes számot, mert elektromos üzemű kötött-pályás közlekedési eszközként az 1-es villamosvonal már létezett, a 80-as évek végén ennek trolival történő kiváltását is tervezték, ami megtartotta volna az egyes számot. A 2-es villamos elkészülte előtt 2-es troliként közlekedett, de 2014. március 1-től 5-ös troliként közlekedik tovább.
Jelenlegi menetrendje 2018. július 1-jétől érvényes.

## Története
A vonal elődje a Segner tér és az MGM között közlekedő 19-es busz volt. A járat az útvonalán lévő gyárak miatt a járat rengeteg utast szállított. A 80-as évek elején a vonal építése zöld utat kapott, így 1985-re befejeződött a vonal és a troli garázs kiépítése. 1985. július 2-án indult el a troli, mely ekkor még csak az MGM-ig járt. 1986. szeptember 1-én hosszabbították meg a Köztemető főkapujáig. A Köztemető nyitvatartási idején kívül a trolik 2A jelzéssel az MGM-ig közlekedtek. 1988. október 3-án a 3-as trolibusz elindulásakor visszavágták az MGM-ig. A 2000-es évek elején a trolibuszok jelzését egyszerűsítették. Innentől kezdve a trolik egységesen 2-es illetve 3-as jelzéssel közlekedtek a Köztemető nyitvatartása alatt a Köztemető főkapuig, nyitvatartási időn kívül pedig az MGM-ig. 2009. január 1-től a Köztemető felé a Dobozi lakótelepen át közlekedik. 2009-től ismét 2A jelzéssel közlekedtek az MGM-ig közlekedő trolik. 2009 májusában a DKV a trolivonalakon közlekedtette először a cívisbuszokat. 2009. július 1-én az MGM megállóhely a Kassai út nevet kapta. 2010. július 12-én megváltozott a trolihálózat. A 2-es troli és a 2A troli már a Köztemető nyitvatartása alatt is felváltva közlekedett, valamint a Segner tér és a Dobozi lakótelep közt elindult a 2D trolibusz. 2011. április 1-én a 2D járat indulásait a 2-es és a 2A troli menetrendjébe olvasztották, ezzel a járat megszűnését okozva. A lakosok kérésére 2011. július 1-től ismét visszaállt a 2010. előtti rendszer, azaz a 2A trolibusz csak a Köztemető nyitvatartási idején kívül közlekedik. 2014. március 1-én a 2-es troli az 5-ös, a 2A troli pedig az 5A jelzést kapta.

## Útvonala
| Köztemető, főkapu felé | Segner tér felé |
| --- | --- |
| Segner tér vá. – Nyugati utca – Külsővásártér – Erzsébet utca – Petőfi tér – Wesselényi utca – Hajnal utca – Munkácsy Mihály utca – Víztorony utca – Ótemető utca – Rakovszky Dániel utca – Kassai út – Benczúr Gyula utca – Köztemető, főkapu vá. | Köztemető, főkapu vá. – Benczúr Gyula utca – Kassai út – Rakovszky Dániel utca – Hajnal utca – Wesselényi utca – Petőfi tér – Erzsébet utca – Külsővásártér – Nyugati utca – Segner tér vá. |

## Megállóhelyei
A viszonylaton 3 menetidő van érvényben az eltérő forgalmi viszonyok miatt.
- Menetidő 1: munkanap 06:00-17:59
- Menetidő 2: munkanap 05:30-05:59 és 18:00-21:59, valamint hétvégén
- Menetidő 3: minden más időszakban

| 0     | Segner tér végállomás           | 21-24 | 3, 3A, 4 10, 10A, 10Y, 11, 13, 14, 17, 17A, 24, 24Y, 25, 25Y, 33, 33E, 33Y, 34, 35, 35E, 35Y, 36, 42, 42A, 45, 46, 46E, 46EY, 46H, 46Y, 49, 49D, 49Y, 125, 125Y, 146, A1 Helyközi buszok                                                    |
| 2     | Mechwart András Szakközépiskola | 20-23 | 3, 3A, 4 10, 10A, 10Y, 14, 19, 25, 25Y, 34, 35, 35Y, 36, 41, 41Y, 42, 42A, 45, 46, 46E, 46EY, 46H, 46Y, 49, 49D, 49Y, 125, 125Y, 146, A1 Helyközi buszok                                                                                    |
| 3     | Mentőállomás                    | 19-21 | 10, 10A, 10Y, 39, 46, 46H, 46Y, 49, 49D, 49Y, 146 |
| 4     | MÁV-rendelő                     | 17-19 | 10, 10A, 10Y, 30, 30A, 39, 46, 46H, 46Y, 49, 49D, 49Y, 146 Helyközi buszok |
| 5-6   | Nagyállomás                     | 15-17 | 1, 2 10, 10A, 10Y, 14, 14I, 16, 18, 18Y, 21, 30, 30A, 30I, 30N, 37, 39, 39X, 42, 42A, 43, 44, 46, 46E, 46EY, 46H, 46Y, 47, 47Y, 48, 49, 49A, 49D, 49Y, 146, A1, Airport1 Helyközi buszok S506 sebesvonat, gyorsvonat, IC, EC, expresszvonat |
| 7-8   | Wesselényi utca                 | 13-15 | 14I, 16, 21, 30, 30A, 30N, 37, 43, A1 Helyközi buszok |
| 8-10  | Hajnal utca                     | 12-13 | 14I, 15, 15Y, 16, 21, 30, 30A, 30N, 37, 43, A1 Helyközi buszok |
| ∫     | Benedek Elek tér                | 10-11 | 4 16, 21 |
| 10-12 | Munkácsy Mihály utca            | ∫     | 4 19, 43 |
| 11-13 | Dobozi lakótelep                | ∫     | 4 19, 43 |
| 12-14 | Brassai Sámuel Szakközépiskola  | ∫     | 4 19, 43 |
| 13-15 | Ótemető utca                    | ∫     | 4 43 |
| 15-18 | Árpád tér                       | 8-9   | 3, 3A 11, 16, 22, 22Y, 24, 24Y Helyközi buszok |
| 16-19 | Laktanya utca                   | 6-7   | 3, 3A 11, 16, 22, 22Y, 24, 24Y |
| 17-20 | Főnix Csarnok                   | 5     | 3, 3A 16, 22, 22Y, 23, 23Y, 24, 24Y, 51E |
| 18-22 | Kemény Zsigmond utca            | 4     | 3, 3A 22, 22Y, 24, 24Y |
| 19-23 | Kassai út                       | 2     | 3, 3A 22, 22Y, 24, 24Y Helyközi buszok |
| 20-25 | Köztemető, déli kapu            | ∫     | 3 22, 22Y, 24, 24Y |
| 21-27 | Köztemető, főkapu végállomás    | 0     | 3 22, 22Y, 24, 24Y |

## Gyakori trolipótlás
Főleg hétvégéken előfordul, hogy trolik helyett trolipótló autóbuszok járnak. Ennek az az oka, hogy a buszokat a DKV csak bérli, és a buszok havi futásteljesítménye nem éri el a szerződésben foglalt legkevesebb kilométert. Ezért kiegészítésként gyakran kiadnak Cívis 12 típusú autóbuszokat trolivonalakra. A jelölésükben nincs változás, csak a homlok és oldalfalon a végállomás alatt látható a trolipótló felirat.

### Pontos indulási idők
- Hivatalos menetrend
- Egyszerűsített menetrend
- Összevont menetrend a 3-as trolikkal